# Необична долина
Необична долина (јап. 不気味の谷, енгл. Uncanny valley) је хипотетички психолошки и естетски феномен који описује однос између степена сличности неког објекта са људским бићем и емоционалне реакције коју тај објекат изазива код посматрача. Према хипотези о необичној долини, ентитет који изгледа готово као човек може изазвати осећај језе или нелагодности код гледалаца. Овај феномен се уочава у областима као што су роботи, 3D рачунарска анимација и реалистичне лутке. Са порастом употребе дигиталних технологија као што су виртуелна стварност, проширена стварност и фотореалистична компјутерска анимација, појам „необичне долине“ све чешће се помиње и разматра, што доприноси његовој прихваћености и реалистичности као конструкта.

## Етимологија
У контексту роботике, професор Масахиро Мори први је увео овај појам 1970. године у својој књизи Bukimi No Tani (不気味の谷), дефинишући га као bukimi no tani genshō (不気味の谷現象, у досл. преводу: „феномен необичне долине“). Израз bukimi no tani дословно је преведен као uncanny valley у књизи Robots: Fact, Fiction, and Prediction из 1978. године, ауторке Јасје Рајхардт.
С временом, овај превод је довео до ненамерне повезаности појма са психоаналитичким концептом „необичног“, који је установио Ернст Јенч у свом есеју из 1906. године О психологији необичног, а који је потом критички разрадио и проширио Зигмунд Фројд у свом есеју Das Unheimliche из 1919. године.

## Хипотеза
Моријева првобитна хипотеза наводи да се емоционални одговори посматрача на робота постепено побољшавају и постају емпатичнији како изглед робота све више подсећа на људски. Међутим, када робот достигне ниво изгледа који је готово људски, реакција се нагло мења у снажну одбојност. Са даљим повећањем реалистичности, када робот постане тешко разлучив од човека, емоционална реакција поново постаје позитивна и приближава се нивоу емпатије који се јавља у међуљудским односима.
Када се овај однос прикаже графички, реакције показују нагли пад, а затим нагли пораст у области у којој је антропоморфизам најближи стварности, отуда и назив „долина“.
Овај интервал одбојности који се јавља у присуству робота чији изглед и покрети стоје између „делимично људског“ и „потпуно људског“ ентитета назива се ефекат необичне долине. Назив одражава идеју да робот који готово изгледа као човек може деловати претерано „чудно“ неким људима, изазвати осећај необичности и тиме онемогућити емпатичку реакцију неопходну за продуктивну интеракцију између човека и робота.

## Теоријска основа
Бројне теорије су предложене ради објашњења когнитивних механизама који стоје иза појаве необичне долине:
- Избор партнера: Аутоматски, подстицајем изазвани негативни одговори на необичне стимулусе могу бити последица еволутивно развијеног механизма за избегавање партнера с ниском плодношћу, лошим хормоналним здрављем или ослабљеним имунитетом. Ови недостаци се често процењују на основу видљивих особина лица и тела.[10]
- Свесност о смртности: Контакт са „необичним“ роботима изазива подсвесни страх од смрти и активира културне механизме одбране. Делимично расклопљени или деформисани андроиди могу подсетити на телесну смртност, заменљивост или губитак контроле над телом.[11]
- Избегавање патогена: Стимулуси који делују „необично“ могу активирати когнитивни механизам за избегавање болести, јер се дефекти у изгледу човекоидних бића тумаче као знак болести, што изазива гађење.[12][13]
- Соритски парадокси: Бића која имају мешавину људских и нељудских особина доводе у питање категоријску разлику између „људског“ и „нељудског“, што нарушава наш осећај људског идентитета.
- Кршење људских норми: Када биће делује скоро као човек, али не у потпуности, активира се ментална представа о другом човеку. Недостаци у изгледу или понашању се наглашавају, што доводи до осећаја необичности. Ово је повезано с теоријом перцептивне неизвесности и предиктивног кодирања.[14][15][16]
- Сукобљени перцептивни сигнали: Неусклађеност између визуелних и моторичких особина, људолики изглед уз роботске покрете, изазива когнитивни сукоб и психолошку нелагоду сличну когнитивној дисонанци.[17][18] Истраживања показују да су људи дуже процењивали лица која се налазе у необичној долини, што указује на когнитивни напор при категоризацији.[19] Ипак, није јасно да ли је овај сукоб узрок емоционалне реакције.
- Претња људској јединствености: Роботи који веома личе на људе могу изазвати осећај угрожености људске посебности и идентитета. Што је робот антропоморфнији, то више нарушава границу између људског и нељудског.[20][21]
- Религијска дефиниција људског идентитета: Према неким схватањима, стварање људоликих, али нељудских бића нарушава концепт људске посебности. Психијатар Ирвин Јалом наводи да људи граде психолошке одбране од егзистенцијалног страха, попут ирационалног осећаја „посебности“,[22] а хуманоидни роботи ову илузију могу нарушити, изазивајући егзистенцијалну анксиозност. Ова идеја се огледа и у фолклору, као у причи о јеврејском голему.[23]
- Необична долина ума или вештачке интелигенције: Савремене технологије попут афективног рачунарства могу изазвати осећај непријатности не због изгледа, већ због начина размишљања или реакције машине. Људи могу осетити нелагоду због губитка јединствености или страха од физичке претње коју такве интелигентне машине могу представљати.[24][25]

### Истраживања
Више експерименталних студија испитивало је постојање ефекта необичне долине код статичних слика лица робота. Матур и Рајхлинг су користили два скупа стимулуса који су покривали спектар од јако механичких до изразито хуманизованих лица: први скуп сачињавало је 80 слика лица робота прикупљених са интернета, а други скуп чинило је шест лица обрађених морфометријски и графички ради контролисане прелазности. Испитаници су требали да оцене симпатичност сваког лица. Да би индиректно измерили ниво поверења у свако лице, учесници су играли „инвестициону игру“ у којој су улагали новац на основу своје процене поузданости робота. У оба скупа стимулуса појавио се изражен ефекат необичне долине у експлицитним оценама симпатичности, као и контекстуално зависан ефекат у процени поверења. Експлоративна анализа једног од предложених механизама необичне долине, перцептивне конфузије на граници категорија, показала је да до конфузије долази, али да она не посредује друштвене и емоционалне реакције.
Једна студија из 2009. године испитивала је еволутивни механизам који стоји иза аверзије повезане са ефектом необичне долине. Пет мајмуна посматрало је три слике: реалистично 3D лице мајмуна, нереалистично 3D лице и фотографију правог мајмуна. Дужина фиксирања погледа коришћена је као индикатор склоности или одбојности. Реалистично 3D лице је посматрано знатно краће у односу на преостале две слике, што је тумачено као знак аверзије према њему. Ови резултати сугеришу да негативне реакције на висок ниво реализама нису својствене само људској култури или когницији, већ имају еволутивно порекло.
Од 2011. године, истраживачи са Универзитета у Калифорнији, Сан Дијего и Института за телекомуникације и информационе технологије проучавају активације људског мозга у вези са ефектом необичне долине. У студији базираној на функционалној магнетној резонанци, научници су установили да се највеће разлике у можданим реакцијама настају у паријеталном кортексу, у подручјима која повезују визуелну обраду покрета тела са моторним кором у којем се налазе „огледални неурони“. Истраживачи су то протумачили као доказ перцептивног неслагања, мозак „реагује“ када људолики изглед андроида није у складу са његовим роботским покретима. Професорка Ајше Пинар Сајгин истакла је да мозак није искључиво подешен на биолошки изглед или кретање, већ да очекује усклађеност између изгледа и понашања.
Перцепција израза лица и говора код реалистичних људоликих ликова у видео-играма и филмовима такође је предмет истраживања. Тинуел и сарадници (2011) проучавали су на који начин ови фактори могу појачати осећај нелагоде. У претходној студији из 2010. године, исти аутори анализирали су како се ефекат необичне долине појачава код антипатичних ликова у хорор игрицама. Истраживања су усмерена ка мапирању појма „необичне долине“ кроз 3D ликове креиране у реалном времену у гејминг енџину. Посебна пажња посвећена је интеракцији израза лица и говора као факторима који могу појачати осећај несвакодневности. Аутори су увели појам „непрелазног зида необичности“, који означава да ће се људска способност да уочи несавршености у реализму увек развијати паралелно са напретком технологије. Сажетак истраживања Анжеле Тинуел и анализу психолошких узрока ефекта необичне долине, као и препоруке за дизајнере виртуелних ликова, изложени су у њеној књизи The Uncanny Valley in Games and Animation у издању CRC Press.

## Принципи дизајна
Различити принципи дизајна предложени су као начини избегавања ефекта необичне долине:
- Усклађеност елемената људске реалистичности: Роботи могу деловати језиво када се мешају људски и нељудски елементи. Робот са синтетичким гласом или човек са људским гласом делују мање застрашујуће него комбинације као што су робот са људским гласом или човек са синтетичким. Да би робот изазвао позитивнији утисак, степен људске сличности у изгледу треба да буде у складу са степеном људске сличности у понашању. Анимирани ликови који изгледају веома људски, али се крећу неприродно, остављају негативан утисак. Налази из неуроимаџинга такође указују да је усклађеност изгледа и кретања важна.[14]
- Смањење конфликта и несигурности кроз усклађеност изгледа, понашања и способности: Ако робот изгледа као машина, људи имају ниска очекивања. Ако изгледа веома људски, очекују од њега више него што је можда способан да испуни. Високо хуманизован изглед подстиче очекивања о постојању одређених понашања, попут природне људске моторике. Та очекивања делују подсвесно и могу имати биолошку основу. Неуронаучници истичу да, када мозак не добије оно што очекује, генерише „грешку у предвиђању“. Како људолики вештачки агенти постају све чешћи, могуће је да ће се наш перцептивни систем прилагодити овим новим друштвеним партнерима, или ћемо, пак, закључити да није добро правити роботе превише налик на нас саме.[14][35]
- Фотореалистична текстура захтева реалистичне људске пропорције лица. Ако се на рачунарски генерисаном лику користи фотореалистична текстура људске коже, потребно је да и пропорције лица буду у складу са стварним људским пропорцијама. У супротном, може доћи до ефекта „необичне долине“. На пример, неприродно велике очи (чест естетски елемент у уметности) могу деловати застрашујуће када се комбинују са фотореалистичном текстуром.

## Критике
Постављене су бројне критике у вези са постојањем ефекта „необичне долине“ као јединственог феномена који је подложан научном истраживању:
- Ефекат необичне долине као хетерогена група феномена: Феномени који се сматрају изражајем ефекта необичне долине могу бити различити, укључивати различите сензорне модалитете и имати више могућих, понекад преклапајућих узрока. Културно наслеђе људи може значајно утицати на то како се андроиди перципирају у контексту необичне долине.[36]
- Ефекат необичне долине може бити генерацијски: Млађе генерације, које су више навикле на рачунарски генерисане слике (CGI), роботе и слично, могу бити мање подложне овом хипотетичком проблему.[37]
- Ефекат необичне долине као специфичан случај обраде информација: Насупрот претпоставци да је необична долина заснована на хетерогеној групи феномена, недавно је изнето мишљење да феномени слични необичној Злочиначки умовини представљају само производе обраде информација као што је категоризација. Читам и сарадници су аргументовали да се ефекат необичне долине може разумети у смислу процеса категоризације, са границом категорије која дефинише „долину“.[38] Продужавајући овај аргумент, Бурлеј и Шонер су предложили да ефекти повезани са необичном долином могу бити подељени на оне који су атрибуирани граници категорије и индивидуалној учесталости примера. Наиме, негативне афективне реакције које се приписују необичној долини су једноставно резултат учесталости излагања, слично ефекту пуке изложености. Варирањем учесталости тренинг примера, успели су да демонстрирају дисоцијацију између когнитивне несигурности засноване на граници категорије и афективне несигурности засноване на учесталости тренинг примера.[39] У каснијем истраживању, Шонер и Бурлеј су показали да манипулација упутством утиче на тачност категоризације, али не и на оцене негативног афекта. Ова истраживања су коришћена као аргумент да ефекат необичне долине представља артефакт већег познавања чланова људских категорија и не одражава јединствен феномен.[40]
- Ефекат необичне долине се јавља при било којем степену људске сличности: Хенсон је такође изјавио да необична бића могу да се појаве на било ком месту на спектру од апстрактног до савршено људског.[41] Капграсов синдром је релативно ретко стање у којем пацијент верује да су људи (или, у неким случајевима, ствари) замењени дупликатима. Ови дупликати се рационално прихватају као идентични у физичким својствима, али се иррационално верује да је „прави“ ентитет замењен нечим другим. Неки људи са Капграсовим синдромом тврде да је дупликат робот. Елис и Луис сматрају да се ово збуњење јавља због нетакнутог система за очигледно препознавање у комбинацији са оштећеним системом за сакривено препознавање, што доводи до конфликта јер је особа препознатљива, али није емоционално позната.[42] Ово подржава мишљење да се ефекат необичне долине може јавити због проблема са категоријалном перцепцијом, који су посебни за то како мозак обрађује информације.[43]
- Добар дизајн може избећи ефекат необичне долине: Давид Хенсон је критиковао Моријеву хипотезу да ће ентитети који имају скоро људски изглед бити нужно негативно оцењени.[41] Он је показао да се ефекат необичне долине може елиминисати додавањем неотенских, цртачких карактеристика ентитетима који су раније изазивали тај ефекат.[41] Овај метод укључује идеју да људи сматрају одређене карактеристике привлачним када подсећају на младунце разних врста, као што је то случај у цртаним филмовима.

## Слични ефекти
Ако је ефекат необичне долине резултат општих когнитивних процеса, требало би да постоје докази из еволуционе историје и културних артефаката. Сличан ефекат необичне долине је забележио Чарлс Дарвин 1839. године: „Израз овог лица (Господар жбуња) био је одвратан и љут. Зеница је била вертикална пукотина у мрљавој и бакреној ирису. Чељусти су биле широке при дну, а нос је завршавао троугластом пројекцијом. Не мислим да сам икада видео нешто одвратније, осим, можда, неких вампирских буба. Замишљам да овај одбојни аспект потиче од особина које су постављене у положаје који су, у односу једна на другу, некако пропорционалне људском лицу, и тако добијамо скалу одвратности.“
Сличан ефекат необичне долине могао би, према етичко-футуристичком писцу Жамесу Касију, да се јави када људи почну да модификују себе уз помоћ трансхуманистичких побољшања, која имају за циљ да побољшају способности људског тела изван онога што би нормално могуће, било да се ради о виду, мишићној снази или когнитивним способностима. Докле год ове модификације остану унутар перципираног стандарда људског понашања, негативна реакција је мало вероватна, али када појединци пређу нормалну људску разноврсност, може се очекивати одвратност. Међутим, према овој теорији, када такве технологије постану удаљене од људских норми, „трансхумани” појединци престају да буду процењивани по људским мерилима и уместо тога се сматрају потпуно одвојеним ентитетима (ова тачка је оно што је названа „постхумани”), и ту би прихватање поново могло да расте из необичне долине. Други пример долази од фотографија са „ретуширањем за такмичења лепоте“, посебно деце, које неки људи сматрају узнемирујућим, попут лутки.

## У визуелним ефектима
Неколико филмова који користе рачунарски генерисану слику за приказивање ликова описани су од стране критичара као изазивање осећаја гађења или "згражавања", јер ликови делују прецењено реалистично. Неки од примера укључују следеће:
- Према роботичару Дарију Флореану, лик бебе Били из Пиксаровог пионирског анимираног кратког филма Tin Toy из 1988. године изазвао је негативне реакције публике, што је први пут навело филмску индустрију да озбиљно разматра концепт необичне долине.[48]
- Филм Final Fantasy: The Spirits Within из 2001. године, један од првих фотореалистичних рачунарски анимираних филмова, изазвао је негативне реакције од неких гледалаца због његових готово реалистичних, али несавршених визуелних приказа људских ликова.[49][50][51] Критичар The Guardian-а, Питер Бредшо, изјавио је да, иако је анимација филма бриљантна, „озбиљно реалистична лица људи делују запрепашћујуће лажно, управо зато што су готово ту, али нису сасвим”.[52] Критичар Rolling Stone-а, Питер Траверс, написао је о филму: „Испрва је забавно гледати ликове, али онда приметите хладноћу у очима, механичност у покретима”.[53]
- Неколико критичара анимираног филма Поларни експрес из 2004. године означило је његову анимацију као језиву. Рецензент CNN-а, Пол Клинтон, написао је: „Ти људски ликови у филму делују прилично... Па, страшно. Дакле, Поларни експрес је у најбољем случају узнемирујућ, а у најгорем, помало страшан”.[54] Термин „језиво” користили су рецензенти Курт Лодер[55] и Манохла Даргис,[56] између осталих. Рецензент Newsday-а, Џон Андерсон, назвао је ликове филма „језивим” и „бездушним”, и написао да је „Поларни експрес воз зомбија”.[57] Режисер анимације, Варди Џенкинс, написао је онлајн анализу у којој је описао како би промене у изгледу ликова из Поларног експреса, нарочито у очима и обрвама, могле да избегну оно што је сматрао осећајем мртвости на њиховим лицима.[58]
- У рецензији анимираног филма Беовулф из 2007. године, технолошки писац New York Times-а, Дејвид Галахер, написао је да филм није прошао тест необичне долине, наводећи да је филмски негативац, монструозни Грендел, „само мало страшан” у поређењу са „крупним кадровима лица нашег хероја Беовулфа... омогућавајући гледаоцима да виде сваку длаку његове 3D дигиталне браде”.[59]
- Неколико критичара анимираног филма Божићна прича из 2009. године критиковало је његову анимацију као језиву. Џо Нујмајер из New York Daily News-а рекао је о филму: „Снимање покрета не чини услугу колегама Герију Олдману, Колину Ферту и Робин Рајт Пен, јер, као у Поларном експресу, анимиране очи никада не делују као да су у фокусу. И за сав фотореализам, када ликови постану љуљалајуће руке и скачу, као у стандардним Дизнијевим цртаним филмовима, то је одбојно”.[60] Мери Елизабет Вилијамс из Salon-а написала је о филму: „У центру дешавања је Џим Кери, или барем луткаста верзија Керија, са мртвим очима”.[61]
- Анимирани филм Mars Needs Moms из 2011. године био је широко критикован као језив и неприродан због свог стила анимације. Филм је био међу највећим финансијским неуспесима у историји, што је делимично било узроковано одбојношћу публике.[62][63][64][65] (Mars Needs Moms је продуцирала продукцијска кућа Роберта Земекиса, ImageMovers, која је претходно продуцирала Поларни експрес, Беовулф и Божићну причу.)
- Критичари су имали помешане ставове у вези са тим да ли је анимирани филм Авантуре Тинтина: Тајна једнорога из 2011. године био погођен ефектом необичне долине. Данијел Д. Снајдер из The Atlantic-а написао је: „Уместо да покушају да оживе Хержеову прелепу уметност, Спилберг и екипа су одлучили да филм доведу у 3D еру користећи модерну технику моћи ухватања покрета како би оживели Тинтина и његове пријатеље. Тинтиново оригинално лице, иако скромно, никада није патило због недостатка израза. Сада је опремљен странцима и непознатим изгледом, његова пластична кожа прекривена пореима и суптилним борама”. Он је додао: „Доводећи их до живота, Спилберг је учинио ликове мртвима”.[66] Н.Б. из The Economist-а назвао је елементе анимације „грозним”, пишући: „Тинтин, Капетан Хадок и остали постоје у окружењу које је готово фотореалистично, и готово све њихове карактеристике су као код стварних људи. Али ипак имају прсте као кобасице и издужене носеве ликова из стрипова. Не баш The Secret of the Unicorn, него Инвазија трећих бића”.[67] Међутим, други критичари су сматрали да филм избегава ефекат необичне долине упркос реалистичној анимацији ликова. Критичарка Дана Стивенс из Slate-а написала је: „Са могућим изузетком главног лика, анимирани ликови Тинтина скоро да су избегли замку звану 'необична долина'”.[68] Уредник Wired часописа, Кевин Кели, написао је о филму: „Прешли смо из необичне долине у равнице хиперреализма”.[69]
- Године 2014, титуларни протагонист дечије ТВ серије Мајстор Боб добио је нови дизајн који је неки описали као „језив”.[70]
- У француском филму Animal Kingdom: Let's Go Ape користи се моћ ухватања покрета, при чему је филм добио критике због тога што мајмуни изгледају језиво. Као што ова рецензија истиче, они имају „чудне хуманоидне фигуре” и „препознатљива људска лица”.[71]
- Филм Краљ лавова из 2019. године, римејк филма из 1994. године који је садржао фотореалистичне дигиталне животиње уместо раније традиционалне анимације, поделио је критичаре у вези са ефикасношћу његових слика. Ен Хорнадеј из The Washington Post-а написала је да су слике биле толико реалистичне да „2019. година можда најбоље буде запамћена као лето у којем смо заувек напустили необичну долину”.[72] Међутим, неки критичари су сматрали да је реализам животиња и окружења учинио сцене у којима ликови певају и плешу узнемирујућим и „чудним”.[73][74]
- Соников филм из 2020. године био је одложен на три месеца како би изглед главног лика био мање људски, а више цртани, након што је уследила изузетно негативна реакција публике на први трејлер филма.[75]
- Више коментатора означило је CGI ликове полулуде полумачке у филму Мачке из 2019. године као пример ефекта необичне долине, прво након објављивања трејлера филма,[76][77][78] а потом и након стварног изласка филма.[79]
- У 2022. години у Дизнијевој анимацији Chip 'n Dale: Rescue Rangers спомиње се необична долина када анимирани дуо посети место где неколико реалистичних CGI ликова, укључујући камео из филма Мачке из 2019. године, живе.[80]
- У Дизни+ серији Жена-Хулк: Адвокат из 2022. године, изглед главног лика, Жене-Хулк, који је приказан путем CGI-а, критикован је од стране неких рецензената као подложан ефекту необичне долине, и негативно упоређен са изгледом Хулка у истој серији.[81][82][83]

## Виртуални глумци
Све чешћа пракса у филмовима је коришћење виртуалних глумаца: CGI приказа стварних глумаца који се користе јер оригинални глумац изгледа превише старо за улогу или је преминуо. Понекад се виртуални глумац ствара уз учешће оригиналног глумца (који може допринети снимањем покрета, аудио снимцима итд.), док у другим случајевима глумац нема никакво учешће. Рецензенти су често критиковали употребу виртуалних глумаца због ефекта необичне долине, наводећи да то филму додаје узнемирујући осећај. Примери виртуалних глумаца који су добили такву критику укључују реплике Арнолда Шварценегера у филмовима Терминатор: Спасење (2009) и Терминатор: Генесис (2015), Џефа Бриџиза у филму Трон: Наслеђе (2010), Питера Кушинга и Кери Фишер у филму Одметник-1: Прича Ратова звезда (2016), и Вила Смита у филму Близанац (2019).